# Philippe Morier-Genoud
Pour les articles homonymes, voir Morier et Genoud.
Philippe Morier-Genoud, né le 2 mars 1944 à Thonon-les-Bains, est un acteur français de théâtre et de cinéma.
Il a travaillé successivement à Grenoble (CDNA) ensuite à Lyon au côté de Roger Planchon (TNP), puis à l'Odéon-Théâtre de l'Europe, où il est acteur permanent de la troupe de Georges Lavaudant de 1995 à 2005.
Il poursuit également une carrière au cinéma qu'il a commencée avec François Truffaut en 1981. Il est à remarquer qu'il a interprété deux fois dans sa carrière le Docteur Cottard, personnage de Marcel Proust : dans un film de Raoul Ruiz en 1998 et un téléfilm de Nina Companeez diffusé en 2011.

## Filmographie

### Cinéma
- 1981 : La Femme d'à côté de François Truffaut
- 1983 : Vivement dimanche ! de François Truffaut
- 1984 : Régime sans pain de Raoul Ruiz
- 1985 : Hurlevent de Jacques Rivette
- 1985 : Passage secret de Laurent Perrin
- 1987 : Au revoir les enfants de Louis Malle : le père Jean
- 1987 : Buisson ardent de Laurent Perrin
- 1988 : Radio Corbeau d'Yves Boisset
- 1989 : Bunker Palace Hôtel de Enki Bilal
- 1989 : La Salle de bain de John Lvoff
- 1990 : Cyrano de Bergerac de Jean-Paul Rappeneau
- 1990 : Un thé au Sahara de Bernardo Bertolucci
- 1990 : Faux et Usage de faux de Laurent Heynemann
- 1991 : J'entends plus la guitare de Philippe Garrel
- 1991 : The Voyager de Volker Schlöndorff
- 1991 : Un type bien de Laurent Bénégui
- 1992 : Mayrig de Henri Verneuil
- 1993 : Trois Couleurs : Blanc de Krzysztof Kieślowski
- 1993 : Trois Couleurs : Bleu de Krzysztof Kieślowski
- 1993 : Grand Bonheur de Hervé Le Roux
- 1993 : La Joie de vivre de Roger Guillot
- 1994 : L'Histoire du garçon qui voulait qu'on l'embrasse de Philippe Harel
- 1994 : Jeanne la Pucelle de Jacques Rivette
- 1995 : Fiesta de Pierre Boutron
- 1995 : La Promesse de Margarethe von Trotta
- 1996 : Les Deux Papas et la Maman de Smaïn et Jean-Marc Longval
- 1996 : Le Cri de la soie d'Yvon Marciano
- 1997 : Les Palmes de monsieur Schutz de Claude Pinoteau
- 1997 : Les Couloirs du temps : Les Visiteurs 2, de Jean-Marie Poiré : frère Ponce, dit « le Bougreux », l'inquisiteur
- 1998 : Lautrec de Roger Planchon
- 1999 : Le Temps retrouvé de Raoul Ruiz
- 1999 : Les Enfants du siècle de Diane Kurys
- 2000 : L'Affaire Marcorelle de Serge Le Péron
- 2002 : Laissez-passer de Bertrand Tavernier
- 2002 : Une affaire privée de Guillaume Nicloux
- 2004 : Vert paradis d'Emmanuel Bourdieu
- 2005 : La Maison de Nina de Richard Dembo
- 2007 : L'Étrangère de Florence Colombani
- 2008 : Un conte de Noël de Arnaud Desplechin : l'ami franc-maçon
- 2009 : Un chat un chat de Sophie Fillières : Dimitri, l'ami de la mère
- 2009 : Streamfield, les carnets noirs de Jean-Luc Miesch : Gaspard Arthus
- 2011 : Requiem pour une tueuse de Jérôme Le Gris : le prêtre
- 2012 : Zarafa de Rémi Bezançon et Jean-Christophe Lie (voix)
- 2014 : Yves Saint Laurent de Jalil Lespert : Jean Cocteau
- 2014 : Astérix : Le Domaine des dieux d'Alexandre Astier et Louis Clichy : Jules César (voix)
- 2016 : Les Naufragés de David Charhon : Joël, le majordome de Brochard
- 2018 : Astérix : Le Secret de la potion magique d'Alexandre Astier : Jules César (voix)
- 2021 : Le Dernier Mercenaire de David Charhon : le commandant Hugo

### Télévision
- 1981 : Le Roi Lear, de Jean-Marie Coldefy : Le Roi Lear
- 1989 : Condorcet de Michel Soutter
- 1990 : Julie de Carneilhan de Christopher Frank
- 1992 : Princesse Alexandra de Denis Amar
- 1993 : Antoine Rives (1 épisode)
- 1994 : Des enfants dans les arbres de Pierre Boutron
- 1995 : Le Cœur étincelant de Henri Helman
- 1995 : Les Cinq Dernières Minutes (1 épisode)
- 1996 : Chauffeur de maître de Alain Nahum
- 1996 : L'Enfant sage de Fabrice Cazeneuve
- 1997 : Une femme d'honneur (1 épisode)
- 1998 : En quête d'identité de Éric Woreth
- 1999 : Le cocu magnifique de Pierre Boutron
- 1999 : Le juge est une femme (1 épisode)
- 2000 : Sandra et les siens (2 épisodes)
- 2000 : Rastignac ou les Ambitieux de Alain Tasma
- 2000 : Thérèse et Léon de Claude Goretta
- 2002 : Jean Moulin de Yves Boisset
- 2003 : Maigret (2 épisodes)
- 2003 : La Crim' (1 épisode)
- 2003 : Les Copains d'abord de Joël Santoni
- 2006 : La Française doit voter  de Fabrice Cazeneuve
- 2006 : La Grande Peur dans la montagne de Claudio Tonetti
- 2006 : Alerte à Paris ! de Charlotte Brändström
- 2007 : Avocats et Associés (1 épisode)
- 2007 : René Bousquet ou le Grand Arrangement de Laurent Heynemann
- 2008 : Kaamelott (2 épisodes)
- 2009 : Le Commissariat de Michel Andrieu
- 2011 : À la recherche du temps perdu de Nina Companeez
- 2018 : Insoupçonnable d'Éric Valette
- 2019 : Noces d'or de Nader T. Homayoun

## Théâtre
- 1973 : Lorenzaccio de Alfred de Musset, mise en scène Georges Lavaudant, Grenoble
- 1975 : Le Roi Lear de William Shakespeare, mise en scène Georges Lavaudant, Grenoble
- 1976 : Le Roi Lear de William Shakespeare, mise en scène Georges Lavaudant, Maison de la Culture de Grenoble
- 1976 : Palazzo Mentale de Pierre Bourgeade, mise en scène Georges Lavaudant, Maison de la Culture de Grenoble
- 1976 : Œdipe roi de Sophocle, mise en scène Gabriel Monnet, Maison de la Culture de Grenoble
- 1977 : Le Hamlet de Shakespeare d'après William Shakespeare, Archidame de Hélène Cixous, Jean-Luc Godard, mise en scène Daniel Mesguich, Maison de la Culture de Grenoble
- 1978 : Maître Puntila et son valet Matti de Bertolt Brecht, mise en scène Georges Lavaudant, Maison de la Culture de Grenoble, Théâtre Mogador, Nouveau théâtre de Nice
- 1979 : Septem dies (Sept jours) d'après Cent ans de solitude de Gabriel García Márquez, mise en scène Bruno Boëglin, Maison de la Culture de Grenoble
- 1981 : Le Roi Lear de William Shakespeare, mise en scène Daniel Mesguich, Festival d'Avignon
- 1981 : Les Phéniciennes d'Euripide, mise en scène Michel Deutsch et Philippe Lacoue-Labarthe, théâtre national de Strasbourg
- 1982 : George, l'homme en robe, mise en scène Philippe Morier-Genoud, Théâtre Gérard-Philipe
- 1983 : Les Céphéides de Jean-Christophe Bailly, mise en scène Georges Lavaudant, Maison de la Culture de Grenoble, théâtre national de Strasbourg, Festival d'Avignon, théâtre de la Ville
- 1983 : De la représentation, conception Jacques Blanc, Philippe Lacoue-Labarthe, Jean-Luc Nancy, Festival d'Avignon
- 1984 : Terre étrangère d'Arthur Schnitzler, mise en scène Luc Bondy, Théâtre Nanterre-Amandiers
- 1984 : Richard III de William Shakespeare, mise en scène Georges Lavaudant, Festival d'Avignon
- 1985 : Les Trois Sœurs d'Anton Tchekhov, mise en scène Ariel Garcia-Valdès, Maison de la Culture de Grenoble
- 1986 : Six personnages en quête d'auteur de Luigi Pirandello, mise en scène Bruno Boëglin, Maison de la Culture de Grenoble, TNP
- 1987 : Le Régent de Jean-Christophe Bailly, mise en scène Georges Lavaudant, TNP Villeurbanne
- 1987 : Baal de Bertolt Brecht, mise en scène Georges Lavaudant, Théâtre de la Ville, TNP
- 1987 : Dans la jungle des villes de Bertolt Brecht, mise en scène Georges Lavaudant, Théâtre de la Ville, TNP
- 1988 : Le Conte d'hiver de William Shakespeare, mise en scène Luc Bondy, Théâtre Nanterre-Amandiers, TNP Villeurbanne, Festival d'Avignon
- 1991 : Les apparences sont trompeuses de Thomas Bernhard, mise en scène Dominique Féret, Théâtre de l'Athénée-Louis-Jouvet
- 1991 : Oncle Vania d'Anton Tchekhov, mise en scène Catherine Marnas, TNP Villeurbanne
- 1992 : Pandora de Jean-Christophe Bailly, mise en scène Georges Lavaudant, TNP Villeurbanne, MC93 Bobigny
- 1992 : Pawana de Jean-Marie Le Clézio, mise en scène Georges Lavaudant, Festival d'Avignon
- 1993 : Un chapeau de paille d'Italie d'Eugène Labiche, mise en scène Georges Lavaudant, TNP Villeurbanne, Théâtre des Treize Vents, Théâtre de la Ville
- 1994 : Le Comte Öderland de Max Frisch, mise en scène Catherine Marnas, Festival d'Alba-la-Romaine
- 1995 : Lumières (I) Près des ruines de Jean-Christophe Bailly, Michel Deutsch, Jean-François Duroure, Georges Lavaudant, mise en scène Georges Lavaudant, Théâtre national de Bretagne, TNP Villeurbanne, MC93 Bobigny
- 1995 : Lumières (II) Sous les arbres de Jean-Christophe Bailly, Michel Deutsch, Jean-François Duroure, Georges Lavaudant, mise en scène Georges Lavaudant, MC93 Bobigny
- 1996 : Le Roi Lear de William Shakespeare, mise en scène Georges Lavaudant, Odéon-Théâtre de l'Europe, TNP Villeurbanne, Théâtre national de Strasbourg
- 1996 : La Cour des comédiens d'Antoine Vitez, mise en scène Georges Lavaudant, Festival d'Avignon
- 1996 : Bienvenue & Cabaret, mise en scène Georges Lavaudant, Odéon-Théâtre de l'Europe
- 1997 : Un chapeau de paille d'Italie de Eugène Labiche, mise en scène Georges Lavaudant, Odéon-Théâtre de l'Europe
- 1997 : Ajax-Philoctète d'après Sophocle, mise en scène Georges Lavaudant, Petit Odéon
- 1998 : Tambours dans la nuit et La Noce chez les petits bourgeois de Bertolt Brecht, mise en scène Georges Lavaudant, Odéon-Théâtre de l'Europe
- 1999 : Ajax-Philoctète d'après Sophocle, mise en scène Georges Lavaudant, Théâtre national de Strasbourg
- 1999 : L’Orestie d'Eschyle, mise en scène Georges Lavaudant, Odéon-Théâtre de l'Europe
- 2000 : Ajax-Philoctète d'après Sophocle, mise en scène Georges Lavaudant, Odéon-Théâtre de l'Europe
- 2000 : Fanfares de Georges Lavaudant, mise en scène de l'auteur, Odéon-Théâtre de l'Europe
- 2000 : L’Orestie d'Eschyle, mise en scène Georges Lavaudant, Odéon-Théâtre de l'Europe
- 2001 : Un fil à la patte de Georges Feydeau, mise en scène Georges Lavaudant, Odéon-Théâtre de l'Europe
- 2002 : La Mort de Danton de Bertolt Brecht, mise en scène Georges Lavaudant, Odéon-Théâtre de l'Europe
- 2002 : Un fil à la patte de Georges Feydeau, mise en scène Georges Lavaudant, Odéon-Théâtre de l'Europe, Théâtre de Nice, Théâtre des Treize Vents
- 2003 : Les Barbares de Maxime Gorki, mise en scène Patrick Pineau, Odéon-Théâtre de l'Europe Ateliers Berthier
- 2003 : El Pelele de Jean-Christophe Bailly, mise en scène Georges Lavaudant, Odéon-Théâtre de l'Europe Ateliers Berthier
- 2004 : La Cerisaie d'Anton Tchekhov, mise en scène Gabriel Monnet, Odéon-Théâtre de l'Europe Ateliers Berthier, Théâtre national de Nice
- 2005 : Quand vient la nuit de Hanif Kureishi, mise en scène Garance, Théâtre national de Chaillot
- 2005 : Un fil à la patte de Georges Feydeau, mise en scène Georges Lavaudant, MC2
- 2006 : Hamlet [un songe] d'après William Shakespeare, mise en scène Georges Lavaudant, Odéon-Théâtre de l'Europe
- 2007 : Mal mais vite, d’après Paul Claudel et Jean-Louis Barrault, adaptation et mise en espace de Gérald Garutti, Rencontres littéraires de Brangues, Odéon-Théâtre de l’Europe
- 2007 : Claire de René Char, mise en scène Philippe Morier-Genoud
- 2007 : Le Pays des fantômes d'André S. Labarthe, mise en scène Marc Feld
- 2007 : Rencontres avec Bram Van Velde ou l'Art pour ne pas être broyé d'après Charles Juliet, mise en scène Muriel Vernet
- 2008 : Par-dessus bord de Michel Vinaver, mise en scène Christian Schiaretti, TNP Villeurbanne, Théâtre national de la Colline
- 2008 : Les Chasseurs d’absolu, d’après Arthur Rimbaud, Stéphane Mallarmé et Paul Claudel, adaptation et mise en espace Gérald Garutti, Rencontres littéraires de Brangues, France Culture
- 2009 : Dans la jungle des villes de Bertolt Brecht, mise en scène Clément Poirée, Théâtre de la Tempête
- 2009 : Un Siècle de fureurs, Georges Bernanos, Paul Claudel, Charles Péguy, adaptation et mise en espace Gérald Garutti, Rencontres littéraires de Brangues
- 2010 : Le Prix Martin d'Eugène Labiche, mise en scène Bruno Boëglin, Théâtre des Célestins
- 2011 : Pawana de Jean-Marie Le Clezio, mise en scène Georges Lavaudant, Le Louvre
- 2012 : La mort de Danton de Georg Büchner, mise en scène Georges Lavaudant, MC93 Bobigny
- 2012 : La vie est un rêve de Pedro Calderon de la Barca, mise en scène Jacques Vincey, tournée
- 2014 : Je ne me souviens plus très bien de et mise en scène Gérard Watkins, Théâtre du Rond-Point
- 2017 : Le cas Sneijder de Jean-Paul Dubois, mise en scène Didier Bezace, tournée
- 2020 : Mithridate de Jean Racine, mise en scène Éric Vigner, Théâtre national de Strasbourg et tournée
- 2022 : Iphigénie de Tiago Rodrigues, mise en scène Anne Théron, Festival d'Avignon et tournée

## Distinctions

### Décorations
- Chevalier de la Légion d'honneur, 31 décembre 2015[1]